# El dragón rojo y el dorado
«The Red Dragon and the Gold» (en español, «El dragón rojo y el dorado») es el cuarto episodio de la segunda temporada de la serie de televisión de drama y fantasía La casa del dragón, una precuela de Game of Thrones. El título del episodio hace referencia a Meleys y Fuegosol, los dragones de Rhaenys y Aegon Targaryen, respectivamente. Fue escrito el cocreador y showrunner de la serie, Ryan Condal, y dirigido por el productor ejecutivo Alan Taylor. Se emitió por primera vez en HBO y Max el 7 de julio de 2024.
En el episodio, Criston Cole sigue reuniendo aliados para los Verdes y ejecuta a partidarios Negros. Cabalga hacia Reposo del Grajo para atacar el último bastión Negro en la Bahía del Aguasnegras. Mientras tanto, Rhaenyra Targaryen regresa a Rocadragón y se entera del plan de Criston. Acepta enviar a Rhaenys con su dragón Meleys para enfrentarse a Criston y sus tropas. Sintiendo que su consejo le falta al respeto, especialmente tras descubrir las reuniones secretas de su hermano Aemond con Criston, Aegon decide volar a Reposo del Grajo con su dragón Fuegosol. Sin saberlo, Rhaenys, Aegon y Aemond (con su dragón Vhagar) convergen en Reposo del Grajo, lo que lleva a una batalla en la que participan los tres dragones.
En Estados Unidos, «El dragón rojo y el dorado» obtuvo una audiencia de 8,1 millones de espectadores durante su noche de estreno, superando el estreno de la temporada, con 1,2 millones de espectadores en televisión convencional. El episodio fue aclamado por la crítica, que la calificó como una de las mejores entregas de la serie. Elogiaron la dirección y los efectos visuales, pero sobre todo la escritura de las escenas de Daemon Targaryen en Harrenhal, la creciente fricción entre Aemond y Aegon y la secuencia de la batalla del Reposo del Grajo, esta última considerada el punto más alto del episodio. Las interpretaciones de Eve Best, Matt Smith y Tom Glynn-Carney fueron objeto de elogios.
El episodio marca la última aparición de Best (Rhaenys Targaryen).

## Trama

### En Harrenhal
Daemon Targaryen sueña que está en la sala del trono de la Fortaleza Roja, donde, por reñirle, decapita a la versión joven de Rhaenyra Targaryen, aunque su cabeza cortada sigue acusándolo de traición. Más tarde, sigue a una figura idéntica a él pero que va vestido como Aemond Targaryen. Despierto, Daemon conoce a Alys Rivers, una mujer misteriosa y bastarda de la Casa Strong de las Tierras de los Ríos. Afirma que Harrenhal está embrujado porque para construirlo se talaron árboles ancianos. Tras beber su poción para dormir, Daemon pierde la noción del tiempo y alucina que ve a su difunta esposa, Laena Velaryon, durante una reunión del consejo.
Oscar Tully, el nieto adolescente y heredero del anciano e incapacitado Grover Tully de las Tierras de los Ríos, llega a Harrenhal para reunirse con Daemon en lugar de su abuelo. Duda en tomar cualquier decisión para las Tierras de los Ríos mientras Grover siga vivo. Un impaciente Daemon sugiere acelerar su muerte, alarmando a Oscar. Willem Blackwood, uno de los expretendientes de Rhaenyra y vasallo de la Casa Tully, también se reúne con Daemon. Le promete un ejército a cambio de subyugar a la Casa Bracken.

### En Marcaderiva
Rhaenys Targaryen se encuentra con Alyn de Hull, agradeciéndole por rescatar a Corlys Velaryon. Corlys llega y Rhaenys insinúa que sabe que Alyn es su hijo ilegítimo. Ella le dice a Corlys que debería estar ascendiendo a Alyn en lugar de esconderlo «bajo las mareas», pero Corlys desestima sus preguntas. Viajan a Rocadragón después de que Baela Targaryen tenga dificultades para dirigir el Consejo Negro en ausencia de Rhaenyra.

### En Valle Oscuro
Criston Cole captura la ciudad Valle Oscuro y decapita a su señor, Gunthor Darklyn, quien se niega a renunciar a su lealtad a Rhaenyra y lo desprecia como «Hacedor de Reyes». Criston ordena a sus tropas cabalgar hasta Reposo del Grajo, el último bastión Negro en la Bahía del Aguasnegras, y atacar el castillo durante el día como maniobra sorpresa. Gwayne Hightower cree que un ataque nocturno es más seguro y advierte que un asalto diurno podría atraer a los dragones de Rhaenyra desde la cercana Rocadragón.

### En Desembarco del Rey
El Gran Maestre Orwyle prepara un té abortivo para Alicent Hightower, que afirma que es para otra persona. Ella le pregunta a Orwyle su opinión sobre si Viserys Targaryen realmente deseaba que su hijo Aegon fuera su heredero, pero Orwyle niega saberlo. Larys Strong llega y se da cuenta de la botella de té vacía, que Alicent dice que era para la indigestión después de haber comido demasiado. Larys comenta disimuladamente que debería permitirse algunas indulgencias.
Mientras se reúne con su Consejo en relación con los avances militares de Criston, Aegon se irrita porque Daemon se apoderó de Harrenhal y regaña a Larys, el señor del castillo, por permitirlo. Larys comenta que el castillo en sí es inútil pero que él sigue controlando su oro. Aemond afirma que capturar Reposo del Grajo aislará geográficamente a los Negros de los Siete Reinos, pero Aegon se mantiene firme en reclamar Harrenhal. Se enfada al enterarse de que Aemond y Criston planearon las campañas sin su conocimiento o autoridad, incluyendo la persecución de Valle Oscuro y Reposo del Grajo en lugar de Harrenhal. Aemond reprende a Aegon en Alto Valyrio, humillándolo aún más ya que Aegon apenas puede hablarlo.
Alicent descubre que Aegon ha hecho retirar los libros de historia de Viserys. Aegon deja ver a Alicent su enfado porque el Consejo lo ha excluido de asuntos importantes. Ella lo rechaza, diciendo que él, al carecer de sabiduría y conocimiento, es inferior a Viserys como rey. Ella le aconseja que puede servir mejor al reino si no hace nada y deja que el experimentado Consejo dirija la guerra. Frustrado y borracho, Aegon vuela a Reposo del Grajo montado en Fuegosol.

### En Rocadragón
Durante la ausencia de Rhaenyra, el Consejo acuerda enviar un dragón para defender Reposo del Grajo, el castillo de Simon Staunton, miembro del Consejo. Rhaenyra regresa e informa sobre su reunión con Alicent. Ahora está de acuerdo en que la guerra con los Verdes es inevitable. Jacaerys Velaryon insiste en ser el enviado, pero Rhaenyra se lo prohíbe, insistiendo en volar ella misma. Rhaenys persuade a Rhaenyra para que la deje ir en su lugar, argumentando que su dragón Meleys es el más capaz de los Negros. Mientras Rhaenys se prepara para partir, Rhaenyra le transmite la profecía de Aegon el Conquistador, la Canción de Hielo y Fuego, a Jacaerys.

### En Reposo del Grajo
Las tropas de Criston avanzan hacia el castillo en medio de la lluvia de flechas de los arqueros. Rhaenys llega montada en Meleys y comienza a quemar con fuego de dragón las tropas y el equipo de asedio de los Verdes. Criston, habiendo tendido una trampa, indica a Aemond, que está escondido cerca con Vhagar, que ataque. Al ver que Aegon se acerca montado en Fuegosol, Aemond se demora en actuar. Mientras Meleys mutila a Fuegosol, Aemond vuela montado en Vhagar y quema a ambos dragones, dañando principalmente a Aegon y Fuegosol, haciéndolos caer en picado al suelo.
Rhaenys ataca entonces a Aemond y Vhagar, haciéndolos caer al suelo. Mientras Rhaenys y Meleys patrullan el campo de batalla, Vhagar se eleva y ataca a Meleys desde abajo, mordiéndole fatalmente el cuello. Rhaenys cae en picado hacia su muerte, todavía atada a Meleys.
Criston, noqueado durante la batalla, recupera el conocimiento. Encuentra a Aemond con la espada desenvainada cerca de Aegon, que yace inmóvil junto al fuertemente herido Fuegosol.

## Producción

### Escritura y filmación

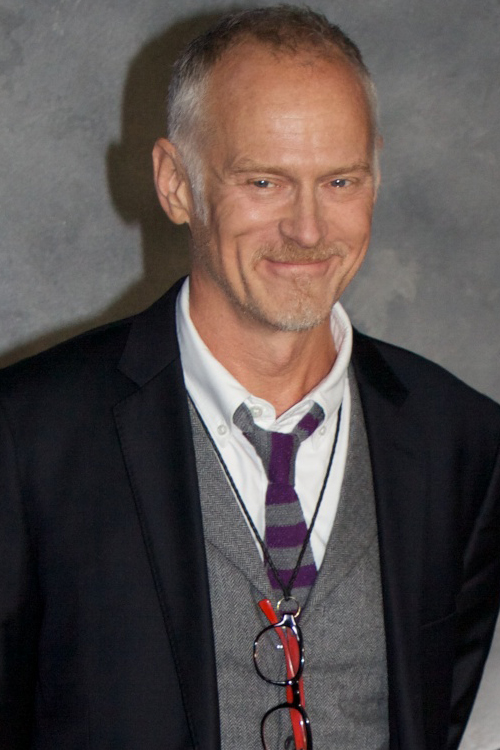
«El dragón rojo y dorado» es el segundo trabajo como director de Alan Taylor en la serie y el noveno en la franquicia de Game of Thones.

«El dragón rojo y el dorado» fue escrito por el cocreador y showrunner de la serie, Ryan Condal, y dirigido por el productor ejecutivo Alan Taylor, convirtiéndose en su segunda colaboración en la serie tras el estreno de la segunda temporada, «Hijo por hijo». El título del episodio hace referencia a los colores de Meleys y Fuegosol, los dragones de Rhaenys y Aegon Targaryen, respectivamente, así como a los dragones heráldicos que adornan los estandartes de las facciones enfrentadas de los Verdes y los Negros.
El episodio supone el sexto crédito como escritor de Condal para La casa del dragón, tras «Los herederos del dragón», «El príncipe canalla», «El segundo de su nombre», «La reina negra» y el estreno de la temporada. También supone la segunda vez de Taylor como director para la serie y la novena para la franquicia en general. Anteriormente dirigió los episodios de Game of Thrones «Baelor», «Fire and Blood», «The North Remembers», «The Night Lands», «Un príncipe de Invernalia», «Valar Morghulis» y «Beyond the Wall». En una entrevista con The A.V. Club, Taylor dijo que no volvería para la tercera temporada de la serie, por lo que este episodio sería su último trabajo como director en la franquicia.

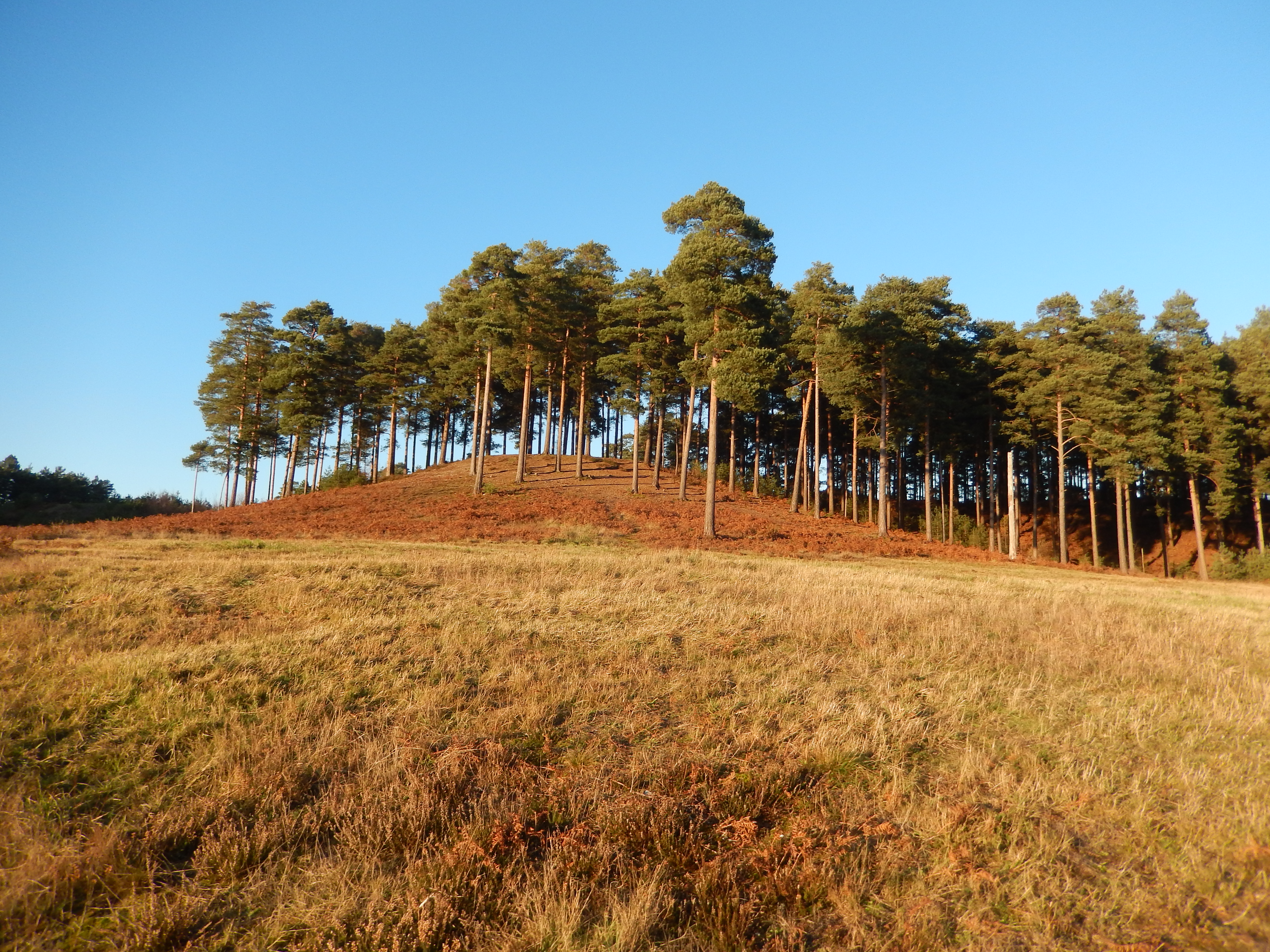
Bourne Wood (Inglaterra), se utilizó como escenario de la batalla de Reposo del Grajp.

La fotografía principal de la segunda temporada comenzó en abril de 2023 y terminó en septiembre de 2023. La escena inicial de Daemon Targaryen soñando que habla con la versión joven de Rhaenyra Targaryen en la sala del Trono de Hierro fue la primera escena rodada de la temporada, filmada en abril.: 1:08–1:17  La batalla en Reposo del Grajo se filmó en Bourne Wood (Inglaterra), en agosto. Condal describió la secuencia de la batalla como «lo más grande que [la serie] ha montado hasta la fecha en términos de tamaño y gasto en un escenario decorado». Taylor colaboró con la artista de guion gráfico Jane Wu para diseñar toda la secuencia de batalla.: 5:54–8:49  Según el director de fotografía del episodio, P.J. Dillon, la pelea de los dragones en el cielo se filmó utilizando una mezcla de «volumen»  [sic] y pantalla azul.: 12:43–12:50 
En una entrevista con Business Insider, Eve Best (Rhaenys) reveló que sus escenas durante la secuencia de batalla tardaron dos semanas en filmarse. También mencionó a Variety que Tom Glynn-Carney (Aegon Targaryen) y Ewan Mitchell (Aemond Targaryen) emplearon una semana cada uno en filmar sus escenas. Sobre la decisión «heroica» de Rhaenys y su destino final, Best dijo que cumplía uno de sus deseos para el personaje. Como Erica Gonzales señaló en Elle, Best dijo sobre su personaje: «Se sacrifica porque creo que sabe muy bien que es una misión suicida. Pienso que hay un momento tácito pero muy importante de aceptación y honor. Es un momento muy samurái, en realidad».

### Casting
En los créditos principales del episodio están Matt Smith, Emma D'Arcy, Olivia Cooke, Steve Toussaint, Eve Best, Fabien Frankel, Sonoya Mizuno, Matthew Needham, Tom Glynn-Carney, Ewan Mitchell, Harry Collett, Bethany Antonia, Jefferson Hall, Freddie Fox, Gayle Rankin, Kurt Egyiawan, Abubakar Salim y Simon Russell Beale. Tras el episodio anterior, Milly Alcock volvió a aparecer como invitada en el papel de la versión joven de Rhaenyra, en la secuencia del sueño de Daemon. Nanna Blondell también regresó como Laena Velaryon, la segunda esposa de Daemon, que aparece en una alucinación suya. Blondell apareció previamente en el sexto episodio de la primera temporada, «La princesa y la reina».
El episodio marca la última aparición de Best. Además, marca la primera aparición de Archie Barnes como Oscar Tully, así como la primera y única aparición de Steven Pacey como el Señor de Valle Oscuro y jefe de la Casa Darklyn, Gunthor Darklyn. También cuenta con el regreso de Willem Blackwood, originalmente interpretado por Alfie Todd en «El rey del mar Estrecho», ahora interpretado por Jack Parry-Jones como adulto.

## Recepción

### Audiencias
En Estados Unidos, «El dragón rojo y el dorado» fue visto por un total de 8,1 millones de espectadores, incluidos los espectadores de la televisión convencional durante su noche de estreno el 7 de julio de 2024, tanto en HBO como en Max, superando el estreno de la temporada, que obtuvo una audiencia de 7,8 millones. Solamente en HBO, fue visto por unos 1,2 millones de espectadores durante su primera emisión. Esto supuso un aumento del 6,8% respecto al episodio anterior.

### Recepción crítica
El episodio recibió aclamación generalizada tanto por parte de la crítica como de los espectadores, y algunos críticos lo calificaron como uno de los mejores episodios de la serie y el mejor de la temporada hasta el momento. En el sitio web agregador de reseñas Rotten Tomatoes, el episodio tiene un índice de aprobación del 100%, basándose en 20 críticas, con una calificación promedio de 9,1/10. El episodio recibió una puntuación de 9,7 de 10 en Internet Movie Database durante varios días después de su estreno, lo que lo convirtió en el episodio de la serie mejor valorado en el sitio web.
Tanto Alec Bojalad, de Den of Geek, como Haley Whitmire White, de TV Fanatic, lo calificaron con 5 estrellas de 5. Bojalad comentó: «Impresionantemente, hace que el episodio 3, ya de por sí fuerte, sea aún mejor con este contexto». White lo describió como «uno de los despliegues más espectaculares y visualmente impactantes que hemos visto en televisión en mucho tiempo». James Hunt, de Screen Rant, lo calificó con 4,5 estrellas de 5, elogiándolo como «una entrega brillante que evoca a Game of Thrones en su momento más espectacular». Jonathon Wilson, de Ready Steady Cut, le dio la misma calificación que Hunt y escribió en su resumen: «El episodio 4 pone en marcha la Danza de Dragones con verdadero estilo». Mientras tanto, Amanda Whiting, de Vulture, y Benji Wilson, de The Telegraph, lo calificaron con 4 estrellas de 5.
Helen O'Hara, de IGN, otorgó al episodio una puntuación perfecta de 10/10, calificándolo de «obra maestra». Ella escribió: «[El episodio] comienza lentamente, pero va ganando fuerza, terminando con una espectacular batalla que está a la altura de los momentos más emocionantes de Game of Thones y supera todo lo visto hasta ahora en La casa del dragón». Katie Doll, de CBR, y Carly Lane, de Collider, lo puntuaron con un 9 de 10. Doll señaló: «[El episodio] cambia el curso de la segunda temporada de La casa del dragón al sacar por fin la trama de su estancamiento en cada una de las escenas». Kayleigh Dray, de The A.V. Club, lo calificó con un sobresaliente y lo definió como un episodio «magnífico». Erik Kain, de Forbes, lo describió como «otro episodio estupendo de lo que se perfila como una gran segunda temporada». Josh Rosenberg, de Esquire, lo consideró «un regreso a los días de gloria de la franquicia».
Los críticos destacaron la batalla en Reposo del Grajo como el punto álgido del episodio. Bojalad escribió específicamente: «La batalla aérea resultante sobre Reposo del Grajo en las Tierras de la Corona es tan impresionante y aterradora como predecible es su resultado. Dos dragones perecen, al menos un jinete de dragón muere e incontables soldados son aplastados por el paso de las bestias o vaporizados por su aliento ardiente». Hunt alabó la secuencia por combinar la escala épica con una sólida base de personajes. O'Hara la calificó de «fantasía épica en su máxima expresión». Doll dijo que la secuencia «supera las expectativas en un ejemplo de superproducción televisiva que te revuelve el estómago». También la consideró una de las mejores escenas de lucha de la historia de la televisión y calificó el episodio como la obra más bella de la serie hasta el momento.
Otros aspectos alabados por la crítica fueron los efectos visuales,  las acrobacias y las actuaciones, con elogios especiales para las interpretaciones de Best, Smith, Glynn-Carney, Mitchell y Rankin. También se alabó la fotografía de Dillon, la banda sonora de Djawadi, el guion de Condal, la dirección de Taylor, de la cual O'Hara destacó su habilidad para alternar entre maquinaciones políticas y guerra abierta, las escenas de Daemon en Harrenhal y la creciente rivalidad entre hermanos de Aemond y Aegon.

### Citas
1. ↑  «Episode 4: ‹The Red Dragon and the Gold›». Warner Bros. Discovery (en inglés). 8 de julio de 2024. Consultado el 8 de julio de 2024.
2. ↑  «Ryan J. Condal». Writers Guild of America West (en inglés). Consultado el 8 de julio de 2024.
3. ↑  Hibberd, James; Kit, Borys (31 de agosto de 2022). «House of the Dragon Shake-Up: Co-Showrunner Miguel Sapochnik Leaving Hit Series (Exclusive)». The Hollywood Reporter (en inglés). Consultado el 20 de junio de 2024.
4. ↑  Dominguez, Noah (1 de septiembre de 2022). «House of the Dragon Co-Showrunner Exiting, GoT Director Joining Season 2». CBR (en inglés). Consultado el 20 de junio de 2024.
5. ↑  Gajjar, Saloni (8 de julio de 2024). «Alan Taylor on helming House Of The Dragon's game-changing episode». The A.V. Club (en inglés). Consultado el 10 de julio de 2024.
6. ↑  Kanter, Jake (11 de abril de 2023). «House Of The Dragon Season 2 Begins Filming». Deadline Hollywood (en inglés). Archivado desde el original el 29 de junio de 2023. Consultado el 12 de diciembre de 2023.
7. ↑  Ruscinski, Maxwell (28 de septiembre de 2023). «House of the Dragon Season 2 Wraps Filming, Aiming for Summer 2024 Release». CBR (en inglés). Consultado el 20 de junio de 2024.
8. ↑  «Episode 4» (en inglés). The House That Dragons Built. Episodio 4. Temporada 2. HBO. 7 de julio de 2024. min. 0:57. https://www.hbo.com/house-of-the-dragon-the-house-that-dragons-built/season-2/4-episode-4.
9. ↑  «Episode 4» (en inglés). The House That Dragons Built. Episodio 4. Temporada 2. HBO. 7 de julio de 2024. min. 5:47. https://www.hbo.com/house-of-the-dragon-the-house-that-dragons-built/season-2/4-episode-4.
10. ↑  «Episode 4» (en inglés). The House That Dragons Built. Episodio 4. Temporada 2. HBO. 7 de julio de 2024. min. 12:37. https://www.hbo.com/house-of-the-dragon-the-house-that-dragons-built/season-2/4-episode-4.
11. 1 2  Haasch, Palmer. «House of the Dragon actor Eve Best filmed that heart-wrenching battle scene alone over 2 weeks on a mechanized dragon». Business Insider (en inglés). Consultado el 10 de julio de 2024.
12. ↑  Herman, Alison (8 de julio de 2024). «House of the Dragon Actor Eve Best on Rhaenys’ Game-Changing Scene and Filming That Epic Dragon Battle: ‘She Had to Take That Responsibility’». Variety (en inglés). Consultado el 10 de julio de 2024.
13. ↑  Gonzales, Erica (7 de julio de 2024). «Eve Best Reflects on Rhaneys’ ‘Heroic’ Act on House of the Dragon». Elle (en inglés). Consultado el 20 de julio de 2024.
14. ↑  Ulatowski, Rachel (8 de julio de 2024). «House of the Dragon's New Character Has a Connection to ... 'Sesame Street'?». The Mary Sue (en inglés). Consultado el 16 de julio de 2024.
15. ↑  Papadopoulos, Charles (13 de julio de 2024). «House Of The Dragon Cameo Is The Perfect Reminder To Read ASOIAF's Perfect Fantasy Book Replacement». Screen Rant (en inglés). Consultado el 16 de julio de 2024.
16. ↑  Papadopoulos, Charles (9 de julio de 2024). «Another Character Was Recast In House Of The Dragon Season 2, Episode 4». Screen Rant (en inglés). Consultado el 16 de julio de 2024.
17. ↑  Maas, Jennifer (9 de julio de 2024). «House of the Dragon Hits Season 2 High as 8.1 Million Viewers Watched Fiery Episode 4 Battle». Variety (en inglés). Consultado el 10 de julio de 2024.
18. ↑  Kimball, Trevor (25 de junio de 2024). «House of the Dragon: Season Two Ratings». TV Series Finale (en inglés). Consultado el 11 de julio de 2024.
19. 1 2 3 4 5 6  Bojalad, Alec (8 de julio de 2024). «House of the Dragon Season 2 Episode 4 Review: Rook's Rest». Den of Geek (en inglés). Consultado el 8 de julio de 2024.
20. 1 2 3 4 5 6 7 8  Hunt, James (8 de julio de 2024). «House of the Dragon Season 2, Episode 4 Review: The Show That Was Promised». Screen Rant (en inglés). Consultado el 8 de julio de 2024.
21. 1 2 3 4  O'Hara, Helen (8 de julio de 2024). «House of the Dragon Season 2, Episode 4 Review». IGN (en inglés). Consultado el 8 de julio de 2024.
22. 1 2  Kain, Erik (7 de julio de 2024). «House of the Dragon Season 2, Episode 4 Recap And Review: The Red Dragon And The Gold». Forbes (en inglés). Consultado el 8 de julio de 2024.
23. 1 2  Wilson, Jonathon (8 de julio de 2024). «Recap: The Dance of the Dragons Begins In House of the Dragon Season 2, Episode 4». Ready Steady Cut (en inglés). Consultado el 11 de julio de 2024.
24. ↑  «House of the Dragon: Season 2, Episode 4». Rotten Tomatoes (en inglés). Consultado el 16 de julio de 2024.
25. ↑  Bythrow, Nick (9 de julio de 2024). «House of the Dragon Season 2 Ep 4 Breaks Series Record With Incredible GoT-Level IMDb Score». Screen Rant (en inglés). Consultado el 16 de julio de 2024.
26. 1 2 3 4 5  White, Haley Whitmire (7 de julio de 2024). «House of the Dragon Season 2 Episode 4 Review: A Dance of Dragons». TV Fanatic (en inglés). Consultado el 8 de julio de 2024.
27. ↑  Whiting, Amanda (7 de julio de 2024). «House of the Dragon Recap: You Win or You Die». Vulture (en inglés). Consultado el 8 de julio de 2024. (requiere suscripción).
28. 1 2  Wilson, Benji (8 de julio de 2024). «House of the Dragon, season 2 episode 4 review: Matt Smith is great, but please tone down the CGI». The Telegraph (en inglés). ISSN 0307-1235. Consultado el 8 de julio de 2024.
29. 1 2 3 4 5 6 7 8 9 10  Doll, Katie (8 de julio de 2024). «House of the Dragon Season 2, Episode 4 Review: An Instant Classic». Comic Book Resources (en inglés). Consultado el 8 de julio de 2024.
30. 1 2 3  Lane, Carly (8 de julio de 2024). «House of the Dragon Season 2 Episode 4 Recap: In a Dragon Dogfight, Nobody Wins». Collider (en inglés). Consultado el 8 de julio de 2024.
31. 1 2 3  Dray, Kayleigh (8 de julio de 2024). «House of the Dragon drops its greatest episode to date». The A.V. Club (en inglés). Consultado el 8 de julio de 2024.
32. ↑  Rosenberg, Josh (8 de julio de 2024). «House of the Dragon S2, E4 Is a Damn Masterpiece». Esquire (en inglés). Consultado el 8 de julio de 2024.
33. ↑  Weldon, Glen (7 de julio de 2024). «House of the Dragon Season 2, Episode 4: A dragon-drop interface». NPR (en inglés). Consultado el 8 de julio de 2024.
34. ↑  Loftus, Johnny (7 de julio de 2024). «House of the Dragon Season 2 Episode 4 Recap: Deception And Death In Dragonland». Decider (en inglés). Consultado el 8 de julio de 2024.
35. 1 2  Morgan, Lauren (7 de julio de 2024). «House of the Dragon recap: The dragons dance». Entertainment Weekly (en inglés). Consultado el 8 de julio de 2024.
36. 1 2  Khosla, Proma (8 de julio de 2024). «House of the Dragon Episode 4 Review: Finally, the Dragons Dance». IndieWire (en inglés). Consultado el 8 de julio de 2024.